# 漱石の倫敦、ハワードのロンドン
『漱石の倫敦、ハワードのロンドン』は20世紀初頭のイギリスにおいて、計画都市の実現をめざして田園都市協会の運動を推進したエベネザー・ハワードと彼を取り巻く人々を描いた書籍である。著者はイギリスで都市計画を学んだ出版当時、民間会社のエンジニア東秀紀（あずま ひでき）である。1991年中公新書から発刊された。

## 内容概略
イギリスは産業革命によって工業化を実現したが、世界の工場としての地位はアメリカやドイツに奪われ、20世紀初頭のイギリスの繁栄を支えているのは保険、金融、貿易という産業で、その代償として農業人口は減少し、人口の2割がロンドンに集中することとなっていた。ロンドンに留学した夏目漱石が残した見聞をつうじて20世紀初頭のロンドン市街の生活環境の劣化がしめされる。エベネザー・ハワード（1850年－1928年）はロンドンのパン菓子店の息子に生まれ、独学で速記を学び、一時アメリカに職を求めたが、帰国し議会の速記職で身をたてた人物である。社会改革家の集まりに加わり、1896年『田園都市-多くの問題への一つの解決』を雑誌に発表し、1898年『明日-真の改革に至る平和な道』を出版した。田園都市の構想は3万人程度の規模の都市で、公共施設を中心に田園と住居と工場、倉庫が配置され健康的な生活と産業のために設計された都市をロンドン周辺に配置し、公共交通で結ぼうというものであった。1999年、田園都市建設にむけて運動していく団体「田園都市協会」を設立し、1901年に実務的な政治家 ラルフ・ネヴィルと組織の運営と広報に才能のあるトーマス・アダムスをメンバーにむかえることによって具体化はすすんでいく。田園都市株式会社が設立され、1903年レッチワースに370万坪の土地を購入しレイモンド・アンウィンによって計画的な都市が建設される。経営的な困難によって、その経営方法はハワードの理想とは離れていくが、最初の田園都市レッチワースは近代都市計画の「聖地」となり、1909年にはイギリスで最初の都市計画法が定められた。さらに都市計画が広く研究される分野となり、フレデリック・オズボーンらによって社会福祉の理念によって推進されることになった。ハワードは1920年にウェリン・ガーデン・シティ都市計画を企画した。
この書籍ではこの時代の社会の背景をいろどる以下のような作家や文学作品が紹介される。
ジョージ・バーナード・ショー：ハワードの理想主義を批判しながら、ハワードの事業に援助を惜しまなかった人物として取り上げられる。ショーの『ジョン・ブルの離れ島』や『バーバラ少佐』がハワード的な人物を描き、ハワードとショーの生き方を対比させた作品として読んでいる。
ハーバート・ジョージ・ウェルズ：空想科学小説でベストセラー作家になったウェルズは社会改革に関心を持ち、1901年田園都市協会にも参加した。1902年『予測-人間の生活と思想に関する機械と社会の進歩について』で自動車や通信手段の発展による「都市圏域」の出現を予測した。
エドワード・ベラミーの『顧みれば』：アメリカでベストセラーになったユートピア小説で国内の全資本と産業が国家に集中し、効率的に管理されている世界を描く。ハワードが読み影響を受けた小説として紹介される。
ウィリアム・モリスの『ユートピアだより』：ベラミーの小説と対比される小説として紹介される。住民のコミュニティによって自治される世界が描かれる。
夏目漱石： 高等学校時代、一時建築家になることを考え、米山保三郎に「日本ではどんなに腕を揮ったって、セント・ポールズの大寺院の様な建築を天下後世に残すことはできない。」といわれて文学に転じたことや、義弟の鈴木禎次が建築学者であるなど漱石が建築に関心は深かった。漱石はこの書籍で近代国家としてイギリスの後を追う日本から訪れる近代化のもたらす問題を目撃する人物として描かれる。
日本における都市計画の始まりも紹介され、井上友一や土屋純一らの都市計画の日本への紹介や1918年に渋沢栄一らによって田園調布の建設や佐野利器の事跡が紹介される。　

## 書誌情報
- 『漱石の倫敦、ハワードのロンドン』 、中公新書（1991年9月）ISBN  412101037X